# 因纽特人共同体
因纽特人共同体是格陵兰的一个左翼政党，成立于1976年，追求以和平方式争取格陵兰从丹麦的完全独立，长期为格陵兰的主要政党之一。
1982年，该党推动格陵兰举行全民公决，支持退出欧洲经济共同体。
该党在丹麦议会通常有1個席位。